# Valentinskirche (Üllershausen)

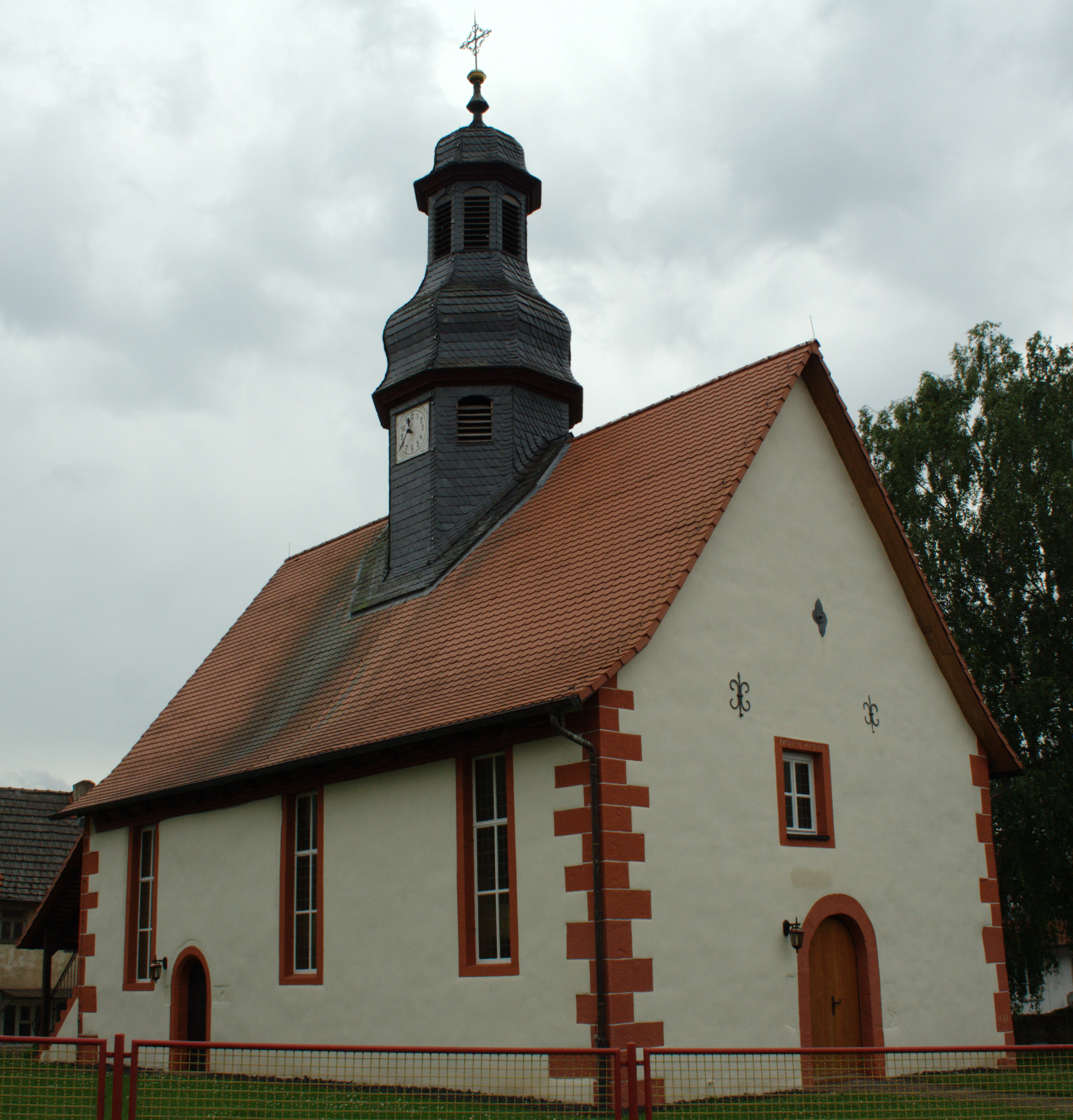
Valentinskirche (Üllershausen)

Die Evangelische Valentinskirche ist ein denkmalgeschütztes Kirchengebäude, das in Üllershausen steht, einem Stadtteil von Schlitz im Vogelsbergkreis (Hessen). Die Kirche gehört zum Kirchspiel Hartershausen im Dekanat Vogelsberg in der Propstei Oberhessen der Evangelischen Kirche in Hessen und Nassau.

## Beschreibung
Die Saalkirche wurde um 1530 gebaut und 1586 zu den heutigen Ausmaßen erweitert. An das Kirchenschiff schließt sich ein eingezogener, rechteckiger Chor an, der im Innern dreiseitig gestaltet ist. Aus dem Satteldach des Kirchenschiffs erhebt sich ein achteckiger, schiefergedeckter Dachreiter, der 1770 erneuert wurde. Er beherbergt die Turmuhr und den Glockenstuhl. Darauf sitzt eine bauchige Haube, die sich in einer Laterne fortsetzt. 
Der Innenraum ist mit einer Flachdecke überspannt, die längs von einem Unterzug getragen wird, der auf zwei Stützen mit Kopfbändern aufliegt. Im Norden wurde Anfang des 18. Jahrhunderts eine Empore eingebaut, auf der die Orgel steht. Ihr gegenüber an der Südwand des Kirchenschiffs steht die Kanzel.